# Conliège
Conliège és un municipi francès situat al departament del Jura i a la regió de Borgonya - Franc Comtat. L'any 2007 tenia 713 habitants.

## Demografia

### Població
El 2007 la població de fet de Conliège era de 713 persones. Hi havia 340 famílies de les quals 128 eren unipersonals (56 homes vivint sols i 72 dones vivint soles), 100 parelles sense fills, 92 parelles amb fills i 20 famílies monoparentals amb fills.
La població ha evolucionat segons el següent gràfic:
Habitants censats

### Habitatges
El 2007 hi havia 415 habitatges, 340 eren l'habitatge principal de la família, 22 eren segones residències i 53 estaven desocupats. 323 eren cases i 92 eren apartaments. Dels 340 habitatges principals, 252 estaven ocupats pels seus propietaris, 78 estaven llogats i ocupats pels llogaters i 10 estaven cedits a títol gratuït; 7 tenien una cambra, 25 en tenien dues, 36 en tenien tres, 100 en tenien quatre i 171 en tenien cinc o més. 221 habitatges disposaven pel capbaix d'una plaça de pàrquing. A 163 habitatges hi havia un automòbil i a 139 n'hi havia dos o més.

### Piràmide de població
La piràmide de població per edats i sexe el 2009 era:
| Homes | Edats   | Dones |
| ----- | ------- | ----- |
| 0     | 95 o +  | 4     |
| 0     | 90 a 94 | 4     |
| 8     | 85 a 89 | 8     |
| 0     | 80 a 84 | 4     |
| 28    | 75 a 79 | 24    |
| 16    | 70 a 74 | 28    |
| 12    | 65 a 69 | 40    |
| 16    | 60 a 64 | 20    |
| 32    | 55 a 59 | 20    |
| 16    | 50 a 54 | 12    |
| 20    | 45 a 49 | 24    |
| 48    | 40 a 44 | 36    |
| 20    | 35 a 39 | 28    |
| 16    | 30 a 34 | 12    |
| 36    | 25 a 29 | 36    |
| 16    | 20 a 24 | 0     |
| 16    | 15 a 19 | 28    |
| 20    | 10 a 14 | 28    |
| 28    | 5 a 9   | 16    |
| 16    | 0 a 4   | 12    |

## Economia
El 2007 la població en edat de treballar era de 447 persones, 324 eren actives i 123 eren inactives. De les 324 persones actives 299 estaven ocupades (164 homes i 135 dones) i 25 estaven aturades (13 homes i 12 dones). De les 123 persones inactives 48 estaven jubilades, 38 estaven estudiant i 37 estaven classificades com a «altres inactius».

### Ingressos
El 2009 a Conliège hi havia 324 unitats fiscals que integraven 684 persones, la mediana anual d'ingressos fiscals per persona era de 17.545,5 €.

### Activitats econòmiques
Dels 29 establiments que hi havia el 2007, 1 era d'una empresa extractiva, 3 d'empreses alimentàries, 4 d'empreses de fabricació d'altres productes industrials, 5 d'empreses de construcció, 4 d'empreses de comerç i reparació d'automòbils, 2 d'empreses d'hostatgeria i restauració, 1 d'una empresa d'informació i comunicació, 2 d'empreses financeres, 3 d'empreses de serveis, 1 d'una entitat de l'administració pública i 3 d'empreses classificades com a «altres activitats de serveis».
Dels 8 establiments de servei als particulars que hi havia el 2009, 1 era un taller de reparació d'automòbils i de material agrícola, 1 guixaire pintor, 1 fusteria, 1 lampisteria, 1 empresa de construcció, 1 perruqueria i 2 restaurants.
Dels 2 establiments comercials que hi havia el 2009, 1 era una botiga de menys de 120 m² i 1 una peixateria.
L'any 2000 a Conliège hi havia 6 explotacions agrícoles que ocupaven un total de 159 hectàrees.

## Equipaments sanitaris i escolars
L'únic equipament sanitari que hi havia el 2009 era una farmàcia.
El 2009 hi havia una escola elemental.

## Poblacions més properes
El següent diagrama mostra les poblacions més properes.